# Tahiti Boy and the Palmtree Family
Tahiti Boy and the Palmtree Family est un groupe de rock électronique français, originaire de Paris. Il est composé de David Sztanke alias Tahiti Boy, Antoine Hilaire, Didier Perrin, Vincent Martial, Samy Osta, et Thomas Kpade.

## Biographie
Le groupe est formé en 2003, à Paris par David Sztanke (Tahiti Boy) après un voyage aux États-Unis. Le groupe se composera par la suite de Jean Thévenin, Jonathan Morali (Syd Matters), Vincent Martial, puis Didier Perrin (ex Tanger) et Antoine Hilaire du groupe Jamaica. Un premier album studio voit le jour le 12 mai 2008 sous le titre Good Children Go to Heaven au label Third Side Records,. Cette même année, ils mettent deux morceaux extraits de l'album, Not Only for the Week End et 1973, sur leur page Myspace. L'album est relativement bien accueilli par la presse spécialisée. Un an plus tard, en 2009, ils sortent leur EP Brooklyn.
Ils commencent l'enregistrement d'un deuxième album entre janvier 2010 à décembre 2011 par courtes sessions de deux jours toutes les six semaines. De ces sessions en découle l'album We Are the Lilies qui comprend un duo avec Sergio Dias / Os Mutantes et le single Why? avec Iggy Pop. Avant la sortie de l'album, Tahiti Boy jouait en 2010 dans le film Memory Lane de Mikhaël Hers dont il a également composé la bande originale. Le groupe sort l'EP Fireman en 2012 duquel découle le single The Park, dont le clip a été réalisé par Arnaud Delord. En 2014 sort l'EP All that You Are duquel en découle le single homonyme.
Un troisième album studio sort sous le nom de Songs of Vertigo en 2015.
Le 6 octobre 2018, Tahiti Boy retrouve les autres membres du groupe pour un unique concert, au Café de la Danse à Paris, fêtant les dix ans de leur premier album Good Children Go to Heaven. À cette occasion, leur premier album sera réédité en format vinyle.

## Discographie

### Albums studio
- 2008 : Good Children Go to Heaven
- 2010 : We Are the Lilies
- 2015 : Songs of Vertigo

### EP et singles
- 2009 : Brooklyn
- 2010 : Why ? feat. Iggy Pop
- 2012 : Fireman (EP)
- 2014 : All that You Are (single, EP)

### Bandes originales
- 2010 : Memory Lane de Mikaël Hers
- 2012 : Wrong de Quentin Dupieux
- 2016 : Solange et les Vivants de Ina Mihalache

### Documentaire
- Casablancas, l'homme qui aimait les femmes

### Autres
David Sztanke participe à l'enregistrement du groupe Oslo, finaliste de la saison 5 de Popstars.